# Lovrinac
Lovrinac je splitsko gradsko groblje.
Groblje se sastoji nekoliko dijelova, koja su nastala tijekom njegove povijesti: dječje groblje, poljana poginulih branitelja Domovinskog rata, Njemačko groblje, spomen park borcima NOR-a, Vranjičko groblje, Židovsko groblje 

## Povijest
Dvadesetih godina prošlog stoljeća, kada groblje na Sustipanu postaje pretijesno, općinska uprava otkupljuje zemljišne čestice u Splitskom polju na predjelu Tršćenice za novo groblje. Današnje splitsko groblje Lovrinac pod prvotnim imenom Pokoj otvoreno je po općinskoj odluci 1. travnja 1928. godine. Njegovo posvećenje obavljeno je 15. travnja iste godine.
Prva Splićanka koja je našla mir pod mladim čempresima tek posvećenog ukopišta bila je trideset devetogodišnja Kata Marjanović, rođena Devivi, supruga Duje Marjanovića, obalnog radnika, koja je pokopana 16. travnja 1928. o trošku općine. U povodu Dana mrtvih godine 1929. općina joj je podigla i jednostavni kameni spomenik na kojemu, kao trajni pečat, ostaju uklesane riječi o prvoj stanovnici groblja. Split tako u travnju 1928. godine na istočnom ulazu u grad, u Splitskom polju na uzvišenoj zaravni koja krade ljepotu obližnjega mora i preslikava ga u susjedne gole mosorske klisure, dobiva novo Gradsko groblje. Pokoj već iduće godine mijenja ime u Lovrinac, koje stječe po obližnjoj crkvici sv. Lovre.
Osobitost splitskog groblja hortikulturno je bogatstvo, njegovano i oplemenjivano 80 godina - od prvih mirti i ruža penjačica iz 1924. godine, do nedavno zasađenih mladih drvoreda čempresa. Upravo su čempresi, ti vječni stražari nad grobovima naših dragih, najprepoznatljiviji simboli splitskog gradskog groblja.

## Hortikultura
Groblja su nastanjeni parkovi. Ona su odraz podneblja, pomno planiran i kultiviran prostor koji svjedoči o svojim mrtvima, ali još više o svojim živim stanovnicima. Važnost hortikulturnog uređenja bila je jasna prvim planerima budućeg splitskog groblja. Dokaz o tome nalazimo u zabilješkama iz dnevnog tiska još daleke 1925. godine: "Do konca ove godine unutrašnjost groblja bit će potpuno uređena. Osobito se ističu nasade cvijeća. Tamo se na općinskom zemljištu nalaze tri velika rasadnika cvijeća i jedno sjemenište. Cvijeće koje je zasađeno na ovom grobištu je izvanredno lijepo i odgovara ambijentu. Ima 12000 santonina ili zimzelenih grmečaka,koji prave živice po puteljcima. Od zimzelena, vrsti ligustra, zasađeno je 700 komada. Već sada ima tisuću mirta, tog klasičnog nadgrobnog ukrasa, bez kojega ne možemo zamisliti groblje ni antikno ni moderno. Po zidovima s unutrašnje strane penje se preko 500 ruža penjačica, pasiflora i ljubičastih glicinija. Osobiti ukras groblja jesu ruže bijele, crvene i žute, također jedan dekorativ svih krasnih grobišta. Posađeno je 1000 komada.
Pedeset godina nakon ovog izvješća Sonja Jurković, dipl.inž. arh., kao članice stručnog tima doc. Miroslave Kollenza jasno nam daje pregled biljnog svijeta Lovrinca u okviru idejnog rješenja uređenja groblja: "Prostor postojećeg groblja već je uređen i ozelenjen. Dominantna vrsta je čempres, što je i osnovna karakteristika i simbol svih primorskih groblja. On svojom čvrstom tamnom krošnjom simbolizira trajni počinak i u ovim užeglim prostorima pruže hladovinu i mir. Ostali prostori koji tek treba da budu izgrađeni i uređeni kao groblje, već imaju pejzažne vrijednosti vrletnoga ali ipak privlačnoga ambijenta. Veći komadi krškog kamena i stijena, koji strše iz terena na blago zatalasanim travnjacima Kostrike i Kršina, razigranost reljefa što se terasasto spušta s dva brežuljka, nekoliko već formiranih grupacija alepskog bora, nisko makijasto grmlje uz kamene zidove te lijepe vizure na Mosor i more, sve to već sada pruža mnogo doživljaja.
S posljednjim desetljećem 20. stoljeća Lovrinac je nanovo ozelenio, dobivši nove drvorede čempresa, drugih autohtonih stabala i živica, što je uz proširenje ukopišta, izgradnju kamenih česmi, rekonstrukciju vodovodnih instalacija, asfaltiranje novih staza i izgradnju dvaju glorijeta, umnogome podiglo estetsku razinu splitskoga groblja. Danas, naše sedamdeset trogodišnje groblje ima prepoznatljiv izgled. Kao što je zagrebački Mirogoj presvučen odorom bršljana, a glasovito varaždinsko groblje čuvaju grmolike niše, splitsko groblje u tajnoj je sprezi s nebom preko stasitih, drevnih čempresa.

## Zemljopisni položaj
Groblje Lovrinac se nalazi u Splitu na 43°30'43" sjeverne zemljopisne širine i 16°29'36" istočne zemljopisne dužine

## Vanjske poveznice
Službene stranice TD Lovrinac d.o.o. (izvor)